# 칸틴플라스
칸틴플라스(Cantinflas, 1911년 8월 12일 ~ 1993년 4월 20일)는 멕시코의 배우이다.

## 참여 작품
- 80일간의 세계 일주 (1956년 영화)
- 페페 (1960년 영화)

## 같이 보기
- 체스피리토